# 高田和子
高田 和子（たかだ かずこ、1950年（昭和25年）11月8日 - 2007年（平成19年）7月18日）は、山田流箏曲家、三絃奏者。和楽器の人材派遣玉手箱代表。

## 人物・生涯
本名は野津和子。箏を中能島欣一と谷珠美に、さらに大学院を出てから、三絃を杵屋正邦に師事高校1年のときに箏を習い始め、大学入学の1年前から三味線の手ほどきを受けた。。NHK邦楽技能者育成会18期首席修了。東京芸術大学卒業。1976年（昭和51年）同大学院修了。1983年（昭和58年）より一柳慧、福士則夫、石井眞木らへの委嘱初演のリサイタルを重ね話題を呼ぶ。1990年（平成2年）4月に高橋悠治と出会い、以後共同で作品の制作を続ける。1991年（平成3年）9月、高橋・高田共作のコンピュータと三絃弾き語りのための『水……』を池袋電脳カフェにて初演。また、同年より海外各地で古典や現代の三絃曲を演奏。1993年（平成5年）岩城宏之指揮によるオーケストラ・アンサンブル金沢と、高橋悠治作曲三絃弾きうたいとオーケストラのための『鳥も使いか』を初演。1994年（平成6年）には、オーケストラアンサンブル金沢の海外公演にソリストとして同行し、シドニー・オペラハウス、メルボルン、シンガポールで再演、好評を博す。さらに日本フィル、大阪フィル、神奈川フィル、と共演。海外でのソロ公演も多数。1996年（平成8年）、米川裕枝と共同企画によるコンサート・シリーズ「闌声」をスタート、以後数回の公演を行う。1997年（平成9年）札幌コンサートホールKitara(キタラ)で開催された国際教育音楽祭パシフィック・サウンディング演奏会に出演。1999年（平成11年）和楽器の人材派遣・玉手箱を設立、代表となり、さらに同年、和楽器プロジェクト「糸」を結成、代表となる。2000年（平成12年）東京芸術大学非常勤講師をつとめる。また、アジアのダンサーとのコラボレーション、ジャズや即興系演奏家との共演を行い、三絃と歌のつくりだす新しい音楽を追求した。

## 録音
- 『三絃』コジマ録音、1980（西潟昭子、坪能克裕、池辺晋一郎、三枝成彰、佐藤聰明、岡田知之打楽器合奏団と共作）
- 『現代の三絃 ベスト25』ビクター、1986所収 一柳慧 作曲「三弦独奏のための臨界域」高田 三弦
- 『一枝繚乱』フォンテック、1992（6世福原百之助、杵屋正邦、一柳慧、北爪道夫、福士則夫、細川俊夫と共作）
- 『空気の音楽』ALM Records、1992（三宅榛名、吉野弘志、谷珠美、高橋悠治、岡田知之、洗足学園ウィンド・オーケストラ、河知智良と共作）
- 『21世紀へのメッセージ 第1巻』Deutsche Grammophon、1994（高橋悠治、一柳慧、新実徳英、西村朗、岩城宏之、オーケストラ・アンサンブル金沢と共作）
- 『鳥のあそび 高橋悠治リアルタイム6』フォンテック、1994（高橋悠治と共作）
- 『音楽のおしえ 高橋悠治リアルタイム7』フォンテック、1996（宮田まゆみ、石川高、八百谷啓、中村仁美、芝祐靖、角田眞美、田中悠美子、米川裕枝、新井弘順、海老原廣伸、数住岸子、松崎裕、山本真、神谷敏、山下秀樹、吉原すみれ、山口恭範、松倉利之、高橋悠治と共作）
- 『糸』フォンテック、1999（野村誠、高橋悠治、新垣隆、石川高、西陽子、田中悠美子、神田佳子と共作）
- 『別れのために』フォンテック、1999（ロッシーニ、羅暁信、高橋悠治、武満徹、サティと共作）
- 『スイジャクオペラ 泥の海 高橋悠治リアルタイム10』フォンテック、2000（高橋悠治、藤井貞和、西岡茂樹、神田佳子、田中信昭と共作）
- 『柴田南雄と日本の楽器』フォンテック、2000（柴田南雄、芝祐靖、三橋貴風、沢井一恵と共作）
- 『三絃 弾きうたいの世界』フォンテック、2000（下山一二三、間宮芳生、唯是震一、芝祐靖、石井眞木、寺嶋陸也、石川高と共作）
- 『地平線のドーリア 異国の鳥たち インタースペース 鳥も使いか』WARNER MUSIC JAPAN、2009（武満徹、メシアン、高橋悠治、木村かをり、オーケストラ・アンサンブル金沢、岩城宏之と共作）

## 作品
- 1991 水……〈詩：朝吹亮二〉（三絃弾き語り、コンピューター）[注釈 5]